# تاريخ قوة الفضاء الأمريكية
على الرغم من أن القوة الفضائية الأمريكية أصبحت هيئةً مستقلة في 20 ديسمبر 2019، يعود تاريخ القوة الفضائية الأمريكية إلى بدايات برنامج الفضاء العسكري بعد انتهاء الحرب العالمية الثانية في عام 1945. بدأ التطور العسكري المبكر في الفضاء في القوات الجوية الأمريكية، إذ أدرك الجنرال هنري أرنولد أهمية الفضاء على الساحة العسكرية قبل عقود من انطلاق الرحلة الفضائية الأولى. بعد انفصالها عن الجيش في 18 سبتمبر 1947، بدأت القوات الجوية الأمريكية في تطوير برامج الفضاء العسكري والصواريخ الباليستية، وكانت تتنافس أيضًا مع الجيش الأمريكي والبحرية في المهمات الفضائية.
في عام 1954، أنشأت القوات الجوية أول منظمة فضائية لها، قسم التنمية الغربية، تحت قيادة الجنرال برنارد شريفر. لعب قسم التنمية الغربية والمنظمة التي خلفتها، قسم الصواريخ الباليستية للقوات الجوية، دورًا أساسيًا في تطوير أولى مركبات الإطلاق العسكرية والمركبات الفضائية التابعة للولايات المتحدة، وتنافست بدرجة كبيرة مع وكالة الصواريخ الباليستية التابعة للجيش بقيادة الجنرال جون بروس ميداريس والعالم الألماني السابق ويرنر فون براون. أدى إطلاق قمر سبوتنيك 1 الصناعي إلى إعادة تنظيم واسع النطاق لبرنامج الفضاء العسكري، وكان إنشاء وكالة مشاريع البحوث المتطورة الدفاعية (دابرا) في عام 1958 جهدًا قصير الأمد للإدارة برنامج الفضاء العسكري. مع ذلك، أدى إنشاء وكالة ناسا في عام 1958 إلى التخلي عن وكالة الصواريخ الباليستية التابعة للجيش، ما أدى إلى قيام قسم الصواريخ الباليستية للقوات الجوية بالعمل كمنظمة فضائية عسكرية أساسية. في عام 1961، عُينت القوات الجوية كوكيل تنفيذي لوزارة الدفاع لأبحاث الفضاء الجوي وأعيد تنظيم قيادة البحث والتطوير داخل قيادة أنظمة القوات الجوية، مع استبدال قسم الصواريخ الباليستية بقسم أنظمة الفضاء - ركّز أول قسم للقوات الجوية على الفضاء فقط. في ستينيات القرن العشرين، بدأت الأنشطة الفضائية العسكرية، إذ تولت قيادة دفاع الفضاء الجوي السيطرة على الإنذارات الصاروخية والمراقبة الفضائية نيابةً عن قيادة دفاع الفضاء الجوي لأمريكا الشمالية (نوراد) والقيادة الجوية الإستراتيجية وقيادة أنظمة القوات الجوية لتشغيل أقمار الاتصالات الأولى نيابةً عن وكالة نظم المعلومات الدفاعية. في عام 1967، دُمج قسم أنظمة الفضاء وقسم الصواريخ الباليستية لتشكيل منظمة الفضاء والصواريخ، التي بدأت في تطوير الجيل التالي من أقمار الاتصالات الصناعية، وأنظمة التحذير من الصواريخ في الفضاء، ومركبات الإطلاق الفضائية وبنيتها التحتية، وسلف نظام تحديد المواقع العالمي. شهدت قوات الفضاء أول توظيف لها في حرب فيتنام، إذ قدمت معلومات حول الطقس والاتصالات للقوات البرية والجوية.
نتيجة الطبيعة المفككة لقوات الفضاء عبر القيادات العسكرية الثلاث، جرى إعادة تقييم منظومة القوة الفضائية داخل سلاح الجو. في عام 1979، انقسمت منظمة أنظمة الفضاء والصواريخ، لتشكيل قسم الفضاء، وفي عام 1980، تم إيقاف قيادة الدفاع الجوي الفضائي ونُقلت قواتها الفضائية إلى القيادة الجوية الاستراتيجية. نتيجة للضغوط الداخلية والخارجية، بما في ذلك محاولة أحد أعضاء الكونجرس إعادة تسمية القوات الجوية إلى قوات الفضاء الجوي واحتمالية قيام الرئيس ريغان بإنشاء قوة فضائية كفرع عسكري منفصل، قامت القوات الجوية بتشكيل قيادة الفضاء للقوات الجوية في عام 1982. خلال ثمانينات القرن العشرين، شملت قيادة الفضاء المهام الفضائية الخاصة بالقيادة الجوية الاستراتيجية ومهمات الإطلاق الخاصة بقيادة أنظمة القوات الجوية. قدمت قوات الفضاء دعمًا فضائيًا خلال حرب فوكلاند وغزو الولايات المتحدة لغرينادا وقصف الولايات المتحدة لليبيا عام 1986 وعملية إرنست ويل وغزو الولايات المتحدة لبنما. بلغ أول استخدام رئيسي لقوات الفضاء ذروته خلال حرب الخليج، إذ أثبتت قوات الفضاء أهميتها البالغة للتحالف الذي قادته الولايات المتحدة، لدرجة أنه يشار إليها أحيانًا بأنها حرب الفضاء الأولى.